# Hodkovce
Hodkovce este o comună slovacă, aflată în districtul Košice-okolie din regiunea Košice. Localitatea se află la altitudinea de 323 m deasupra n.m., se întinde pe o suprafață de 7,57 km2 și în 2017 număra 332 de locuitori.

## Istoric
Localitatea Hodkovce este atestată documentar din 1318.

## Demografie
| An:                | 1994 | 2004   | 2014    | 2024 |
| ------------------ | ---- | ------ | ------- | ---- |
| Număr de persoane: | 259  | 248    | 300     | 411  |
| Diferență:         |      | −4,24% | +20,96% | +37% |

| An:                | 2023 | 2024   |
| ------------------ | ---- | ------ |
| Număr de persoane: | 384  | 411    |
| Diferență:         |      | +7,03% |